# La escalera (película de 1969)
La escalera (en inglés, Staircase) es una película de drama y comedia británica de 1969, dirigida por Stanley Donen y protagonizada por Rex Harrison y Richard Burton.
Fue estrenada el 20 de agosto de 1969 en Estados Unidos y se basa en la historia de dos hombres mayores homosexuales que enfrentan nuevas luchas tras llevar varios años en su relación.
Los dos personajes principales se llaman Charles Dyer (el nombre del dramaturgo/guionista) y Harry C. Leeds, que es un anagrama de su nombre.

## Sinopsis
Dos homosexuales (Richard Burton, Rex Harrison) envejecidos enfrentan las responsabilidades de sus estilos de vida.

## Reparto
- Richard Burton como Harry C. Leeds
- Rex Harrison como Charles Dyer
- Cathleen Nesbitt como la madre de Harry
- Beatrix Lehmann como la madre de Charles
- Avril Angers como Miss Ricard
- Pat Heywood como la enfermera
- Stephen Lewis como Jack
- Gwen Nelson como Matron
- Neil Wilson como el policía
- Shelagh Fraser
- Dermot Kelly
- Jake Kavanagh
- Gordon Heath como el cartero
- Michael Rogers como la cantante
- Royston Starr como la cantante

## Ficha técnica
- Fecha de estreno: 20 de agosto de 1969 (Estados Unidos)
- Director: Stanley Donen
- Recaudación: 1.85 millones USD
- Distribuida por: 20th Century Studios
- Director artístico: Willy Holt

## Recepción crítica
La película recibió críticas mixtas pero ocasionó polémica, ya que dos actores de Hollywood aceptaron interpretar un filme con una temática poco convencional para aquel entonces.
Vincent Canby de The New York Times escribió: "Aunque Burton y Harrison son actores interesantes cuyos estilos llaman la atención incluso cuando el material no lo hace, 'Staircase' es esencialmente una película de acrobacias... A diferencia de Harry y Charlie, quienes finalmente llegan a un acuerdo nervioso con el vacío de sus vidas, no podía aceptar el vacío de la película".
Variety escribió que "Harrison y Burton se han atrevido a interpretar papeles arriesgados y han triunfado", pero señaló que la película "está incómodamente cerca de ser deprimente".
Roger Ebert le dio a la película 1 estrella de 4, calificándola de «un desagradable ejercicio de mal gusto... [Donen] no nos brinda calidez, humor o incluso la escoria de la comprensión. Explota al improbable equipo de Rex Harrison y Richard Burton como una atracción secundaria».